# Höhe 750
Die Höhe 750, ein namenloses geographisches Objekt nach Art eines Tafelberges, ist als vierthöchste Erhebung in Mauretanien einzureihen und liegt im Zentrum des Adrar-Plateaus. Seine Höhe von über 750 m ist aus OpenTopoMap abzulesen. Es handelt sich um eine annähernd rechteckige, leicht nach Süden abfallende Schichtstufe von rund 2500 Metern Ost-West-Kantenlänge bei etwa 6000 Meter Ausdehnung nach Süden, die die umgebende Hochebene des Adrar noch einmal um rund 100 Meter überragt und an keiner Stelle 700 m unterschreitet. Über den Gipfelpunkt führt ein nicht klassifizierter Fahrweg durch dunkelgefärbtes, wohl felsiges Terrain.
Der Gipfelpunkt liegt 27 Kilometer südöstlich von Atar und 49 Kilometer westlich von Chinguetti in der Region Adrar. 